# Alex Farolfi
Alex Farolfi, all'anagrafe Alessandro Farolfi (Milano, 30 luglio 1966), è un disc jockey, remixer e regista radiofonico italiano.

## Biografia
Milanese di nascita, si trasferisce a Torino, dove comincia a collaborare come dj nei club e tecnico in radio private tra cui la nota Radio Centro 95. Tornato a Milano, riesce ad ottenere la possibilità, sebbene limitata ai soli weekend, di lavorare presso Radio Deejay. Ben presto passa alla regia di uno dei programmi storici di Radio Deejay, Deejay chiama Italia, condotto da Linus con vari personaggi più o meno fissi.
A partire dal 1998 comincia ad affermarsi come produttore musicale e remixer, grazie anche al successo che ottiene il suo progetto con Mario Fargetta, i The Tamperer, i quali, avvalendosi della voce della cantante statunitense Maya, riescono a piazzare ben 3 singoli nelle classifiche inglesi ed europee. Il primo singolo è Feel It, nato sulla base di un campionamento del brano Can You Feel It dei The Jacksons, ed è anche l'unico che riesce a raggiungere la posizione numero 1 nella classifica inglese. Seguono If You Buy This Record (Posizione numero 3) e Hammer To The Heart (Posizione numero 6).
Dal 1999 è DJ resident, insieme a Paolino Rossato, dell'Aquafan di Riccione.
Come remixer cura le produzioni dei brani Vamos a bailar di Paola & Chiara, Che Felicità degli Elio e le Storie Tese, Sara di Paolo Meneguzzi, Take Me Baby di Justine Mattera, Indispensabile di Mariadele, Il Segno Di Elia di Leandro Barsotti, I Can't Stop di Pepper Mashay, Ti prendo e ti porto via di Vasco Rossi e Yo Sigo A Qui di Paulina Rubio, Hot Stuff di Craig David.
Nel 2002 esce il primo singolo firmato esclusivamente da Alex Farolfi, Burnin' (sul sample di You Showed Me), che si avvale della voce di Corinna Joseph (cantante dei Basement Jaxx). Seguono Sun's Rising in the USA (2002), in collaborazione con la cantante Maya, Gimme Some Love (2003), Subtravel, progetto realizzato in collaborazione con Gambafreaks (a.k.a. Stefano Gambarelli) con la voce dell'ex stellina degli anni ottanta Patsy Kensit. L'ultimo singolo, in ordine di tempo, è Farolfi & Gambafreaks vs Moloko (24 Records).
Nel 2002 si occupa della realizzazione musicale del brano Accetta il consiglio... per questa volta, contenente il monologo in chiave rap che chiude il film The Big Kahuna, che ottiene grande successo in termini di vendite.
Nel 2003, sulla base di un campionamento del brano Waterfall, produce To the Music per la cantante italiana Neja.
Nel 2004 impersona sé stesso nel film di Natale realizzato da Radio Deejay Natale a casa Deejay, ispirato al romanzo A Christmas carol di Charles Dickens.
Nel 2005 comincia la collaborazione con Paolino Rossato (DJ e regista radiofonico italiano) e nasce il progetto Deelay, tuttora attivo con l'etichetta 24 Records.
I Deelay hanno finora pubblicato i seguenti singoli: Fade to Deelay (Deelay vs Stucco), FOR3TWO1 (Deelay), On The Train (Deelay vs Stucco), Everytime I Think of You (Deelay vs Outwave), HH, Ipno, Never Go, Deeper Love, Drop a House (Maya Days), You Are the Best, Paulphonic, Come On Down (feat. Crystal Waters), Love at First Sight, Was a Dog Doughnout (Deelay vs Shorty). Insieme a Paolino Rossato conduce il programma radiofonico Deelay4Deejay, in onda il venerdì notte 01.30-03.00 su Radio Deejay.
L'attività live dei Deelay, caratterizzata da una forte impronta digitale, li porta spesso in giro per l'Italia, nelle discoteche più famose come Gay Village, Bolgia e Pineta e per il mondo (v. Ral in Svizzera, Pacha ad Ibiza e le discoteche Ultra, Sol, Guest House e Pacha di New York City), anche nell'ambito di manifestazioni a tema come "Dj Clinic", "Nokia Trends Lab", "Made in Italy" (al Pacha di New York), "Flippaut Festival", "Powerstock Festival", "Walkman Tour per Sony Ericsson" (in collaborazione con Albertino). In ambito live sono stati protagonisti di numerose collaborazioni come quella con Claudio Coccoluto e Saturnino in Ménage à trois.
Nel 2006, in occasione della vittoria della Nazionale di Calcio Italiana ai Mondiali di Germania, realizza, sulla base di Seven Nation Army dei White Stripes, un remix collage di commenti ai momenti salienti delle partite con le voci di Beppe Bergomi e Fabio Caressa. Nonostante il successo in ambito radiofonico, il brano non è disponibile su circuiti ufficiali, a causa della mancata concessione da parte del duo americano. Sempre con il progetto Deelay cura il remix di Non succederà più, hit datata 1982 di Claudia Mori ed inclusa nella raccolta del 2009 Claudia Mori Collection: a distanza di più di 20 anni il brano torna prepotentemente, e sorprendentemente, nei dancefloor.
Come regista cura sia Deejay chiama Italia che Cordialmente, condotto da Linus insieme ad Elio e le Storie Tese su Radio Deejay. Ha spesso collaborato al programma "Deejay Time" prima e "Sciambola!" poi, entrambi condotti da Albertino, vestendo i panni "radiofonici" di numerosi personaggi, tra i quali "Aldebaran Dj", storico conduttore della strampalata Ciaomp3.
È fratello della cantante Cinzia Farolfi, il cui gruppo Cattivi Pensieri conquistò una discreta notorietà coi brani Emozione e Quello che sento tra il 1996 ed il 1997.
Con il progetto Deelay ha curato, per due anni, la rubrica House Deelay andata in onda su m2o poi chiusa per bassi ascolti.